# Carollia manu
Carollia manu е вид прилеп от семейство Американски листоноси прилепи (Phyllostomidae). Видът не е застрашен от изчезване.

## Разпространение и местообитание
Разпространен е в Боливия и Перу.
Обитава гористи местности, планини и възвишения.

## Описание
Популацията на вида е стабилна.